# Élections sénatoriales cambodgiennes de 2012
Les élections sénatoriales cambodgiennes de 2012 se déroulent le 29 janvier 2012 afin de renouveler au scrutin indirect 57 des 61 membres du Sénat du Cambodge. 
Le scrutin est une victoire pour le Parti du peuple cambodgien, qui conserve la majorité absolue des sièges. Le Parti Sam Rainsy remporte les sièges restant tandis que le Front uni national pour un Cambodge indépendant, neutre, pacifique et coopératif, qui ne participe pas au scrutin, perd l'intégralité des siens.

## Mode de scrutin
Le sénat est la chambre haute du parlement bicaméral du Cambodge. Il est composé de 61 sièges pourvus pour six ans, dont 57 au scrutin proportionnel plurinominal indirect par un collège électoral composé des conseillers municipaux. Les sièges sont répartis dans huit circonscriptions plurinominales basées sur les 24 provinces du Cambodge, et pourvus selon la méthode de la plus forte moyenne. Sur les quatre sénateurs restants, deux sont désignés par le roi et deux autres élus par l’Assemblée nationale.
Le nombre de sénateurs élus par les conseillers municipaux évolue en fonction de la population du pays, tout en étant limité au maximum à la moitié du nombre de députés composant l'Assemblée nationale.

## Résultats
|                          |                              |                              |                              |                              |        |               |  |  |  |
| Parti                    | Parti                        | Votes                        | %                            | +/–                          | Sièges | +/–           |  |  |  |
|                          | Parti du peuple cambodgien   | 8 880                        | 78,01                        | 8,82                         | 46     | 1             |  |  |  |
|                          | Parti Sam Rainsy             | 2 503                        | 21,99                        | 11,73                        | 11     | 9             |  |  |  |
|                          | Membres élus par l'assemblée | Membres élus par l'assemblée | Membres élus par l'assemblée | Membres élus par l'assemblée | 2      | en stagnation |  |  |  |
|                          | Membres nommés par le roi    | Membres nommés par le roi    | Membres nommés par le roi    | Membres nommés par le roi    | 2      | en stagnation |  |  |  |
|                          |                              |                              |                              |                              |        |               |  |  |  |
| Votes valides            | Votes valides                | 11 383                       | 99,75                        |                              |        |               |  |  |  |
| Votes blancs et nuls     | Votes blancs et nuls         | 29                           | 0,25                         |                              |        |               |  |  |  |
| Total                    | Total                        | 11 412                       | 100                          | –                            | 61     | en stagnation |  |  |  |
| Abstention               | Abstention                   | 58                           | 0,51                         |                              |        |               |  |  |  |
| Inscrits / participation | Inscrits / participation     | 11 470                       | 99,49                        |                              |        |               |  |  |  |